# Sistemi di nebulizzazione antizanzare
La legge di Continuità di Bernoulli trova un'ulteriore applicazione nei Sistemi di Nebulizzazione Antizanzare (SNA) basati sulla possibilità di ridurre una soluzione di acqua e piretroidi  oppure piretrine a una nebbia composta da micro-gocce di circa 50 µm, tale da produrre una difesa delle aree verdi contro zanzare e flebotomi con una minima quantità di insetticida e scarsa residualità nell'ambiente.

## Descrizione
I sistemi di nebulizzazione anti-zanzare (SNA) sono metodi avanzati per la disinfestazione di aree verdi domestiche.

## Tecnologia
I SNA si basano sulla legge di continuità di Bernoulli, per cui, date per trascurabili le condizioni di perdite di carico di un fluido che percorre un tubo e assumendo l'ipotesi di incomprimibilità del fluido, il volume di quest'ultimo in moto continuo non varia al variare della sezione del tubo, essendo la velocità del fluido inversamente proporzionale alla sezione del tubo. Quindi se A è la sezione e v è la velocità, per sezioni qualsiasi del tubo uguali o diverse, Av è costante.
Definendo la portata, Q, del tubo come il rapporto tra il volume di fluido passante per una qualsiasi sezione di tubo e il tempo che il fluido impiega per percorrerla, cioè la sua velocità, si ha che, come Av è costante, anche Q è una costante. Il fluido, misurato in m³/s, percorrerà il tubo, qualsiasi siano le sue diverse sezioni con quantità costante.
Il principio di continuità di Bernoulli trova applicazione in qualsiasi situazione in cui un fluido scorre ad una data pressione di spinta in un tubo con sezioni successive diverse.
Se incontra un restringimento della sezione la conseguenza è l'aumento della velocità del fluido mantenendosi costante il volume nell'unità di tempo. Infatti, in termini di portata, Q è costante.

## Applicazione ai SNA
Nei Sistemi di Nebulizzazione Anti-zanzare una pompa di spinta, di potenza 20 bar, invia in un circuito di lunghezza variabile, che collega una serie anch'essa variabile di ugelli, una soluzione all'1% di acqua e formulato insetticida. Il tubo ha una sezione interna di 4,5 mm, gli ugelli hanno un foro di uscita di 0,30 mm. La sezione quindi del foro dell'ugello è di quasi 15 volte inferiore a quella del tubo. Di conseguenza essendo, in caso di strozzatura di un tubo percorso da un fluido, la variazione di velocità di questo inversamente proporzionale alla sezione del tubo, si può calcolare la velocità di uscita.
Calcolando la velocità con cui la soluzione percorre il tubo a 11,5 km/ora, essendo la portata costante (2,300 mlt/min.) in qualsiasi punto del percorso del fluido e quindi anche nella strozzatura dovuta alla riduzione della sezione interna al corpo dell'ugello e a quella del suo foro, la velocità di uscita dal foro stesso è di 210 km/ora. Questa velocità di uscita della soluzione è tale da frammentarla all'istante nell'impatto con l'aria in minuscole gocce del diametro intorno ai 40/50 micron, Si produce così una nebbia leggera mossa dai flussi anche minimi dell'aria.
Il diametro di queste piccole sfere di soluzione nebulizzata assicura l'adeguata diffusione completa dell'insetticida, che non è possibile con altri mezzi di erogazione più grossolani (atomizzazione mediante cannone, emissione mediante lancia collegata a una pompa). Queste microcomponenti della nebulizzazione consentono un'efficacia maggiore della distribuzione con l'impiego di una ridotta quantità di insetticida.

## Il piretro, insetticida di elezione per i S.N.A.

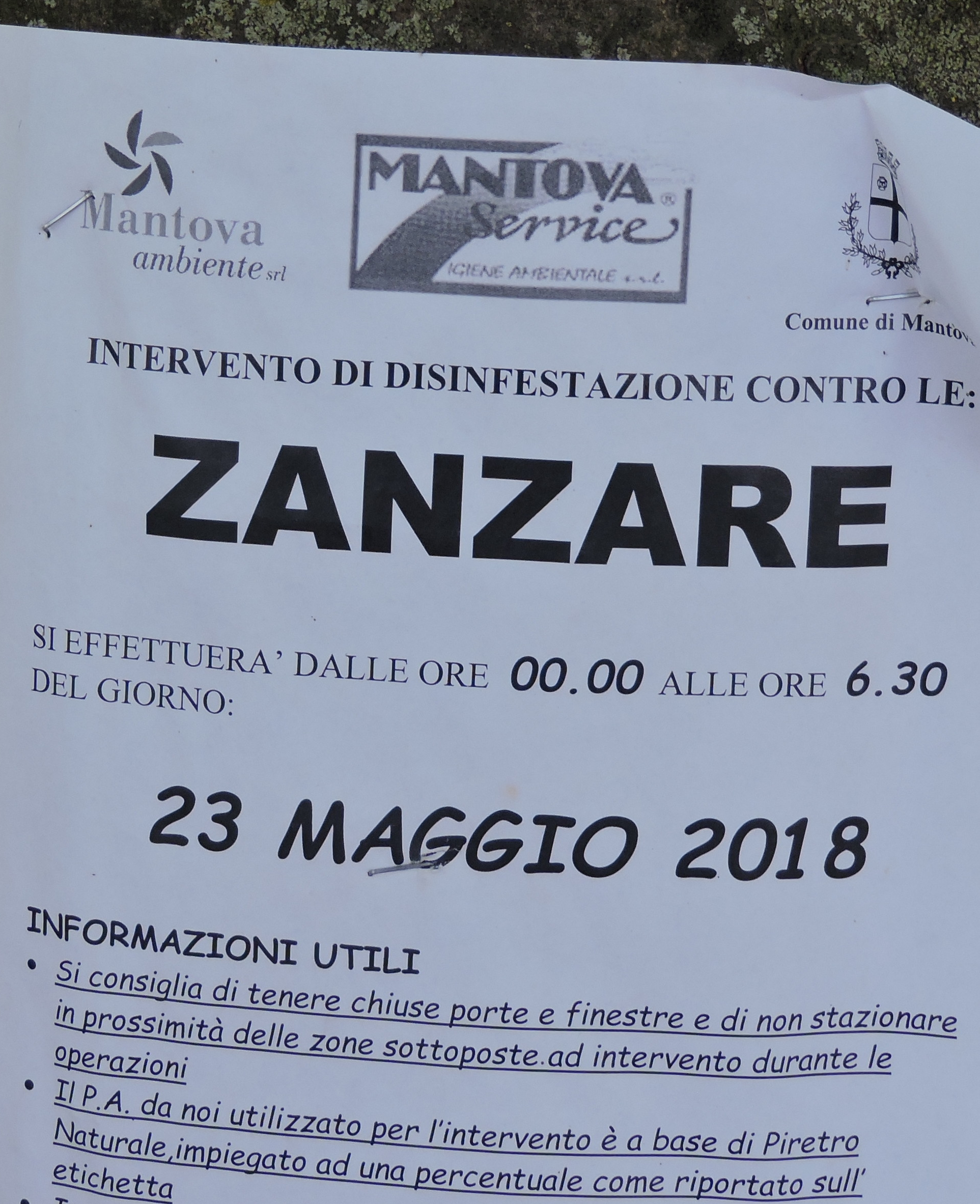
Avviso pubblico di trattamento anti-zanzare con piretro a Mantova

Le proprietà del piretro si combinano utilmente con le caratteristiche tecniche dei Sistemi di Nebulizzazione Anti zanzare,
Il piretro è ottenuto dal fiore di una pianta della famiglia delle Asteracee, il Chrysanthemum cinerifolium, mediante essiccazione. Viene coltivato principalmente in Kenya, il più forte produttore, e in Tanzania, oltre che in Australia e in Tasmania. In Europa lo è principalmente come pianta ornamentale. L'antico nome di piretro di Dalmazia è dovuto al suo antico uso come insetticida ivi prodotto e dove oggi la produzione non è più economicamente conveniente.
Le piretrine, le sue componenti chimiche, hanno la proprietà di bloccare le trasmissioni nervose delle zanzare mediante depolarizzazione degli assoni dei nervi e quindi impedendo le trasmissioni nervose dell'insetto. L'inibizione della attività nervosa ne impedisce le funzioni vitali. Il piretro oltre ad avere un'azione sopprimente ne ha anche una repellente, se la zanzara esposta a dosi insufficienti percepisce il danno iniziale e di conseguenza fugge.
Il vantaggio dell'impiego del piretro negli impianti SNA è dato dall'essere la molecola delle piretrine degradabile in breve alla luce solare e all'aria, pur avendo un ottimo potere abbattente nei confronti di qualsiasi specie di zanzara, e anche dei flebotomi, diversamente dai piretroidi sintetici studiati proprio al fine di conferire all'insetticida una maggiore persistenza e durata dell'efficacia.
La persistenza nell'ambiente delle piretrine non supera le 4/6 ore, che diventano 9/10 se il piretro è supportato da Piperonilbutossido, che ha funzione di allungamento del tempo di efficacia e sinergica. Di conseguenza dopo che il piretro è stato nebulizzato da un impianto SNA (alla percentuale in acqua 1% per 1 minuto, 2 volte al giorno) la sua efficacia e persistenza nell'ambiente sono limitate al massimo a mezza giornata.
Quando il piretro si è biodegradato, entra in funzione la nebulizzazione successiva, per cui si ha un efficace effetto sia di soppressione che di allontanamento delle zanzare.
È tossico per pesci e rettili quando vi sia accumulo. Anche i gatti sono sensibili alle piretrine perché mancano dell'enzima che ne distrugge la molecola.

## Specificità caratterizzanti il sistema
La caratteristica che distingue i SNA da ogni altro tipo di procedimento disinfestante è l'azione insetticida al solo perimetro dell'area verde da proteggere. Ciò consente dopo circa trentasei ore dalla attivazione del sistema oltre al crearsi di una barriera protettiva perimetrica la eliminazione delle zanzare presenti all'interno dell'area stessa.
L'efficacia infatti non è immediata come nelle consuete disinfestazioni massive distribuite in tutta l'area, ma progressiva e poi costante nel tempo, anche in questa caso differentemente dalle disinfestazioni con atomizzatore, diffusori, o con elettro emanatori o spirali a combustione che hanno efficacia limitata efficacia nel tempo o anche solo brevemente temporanea. In confronto con questi metodi la presenza di insetticida nell'ambiente è dalle otto alle dieci volte inferiore, ottenendo una maggiore efficacia. 
Stante il basso costo di gestione è conveniente non interrompere il funzionamento dei SNA per assenze di breve periodo.